# Gertrude Billung
Gertrude Billung, o di Sassonia in tedesco Gertrud von Sachsen (1028 – 4 agosto 1113), fu contessa consorte di Olanda dal 1050 circa al 1061, contessa reggente d'Olanda dal 1061 al 1071 e contessa consorte delle Fiandre dal 1071 al 1093.

## Origine
Figlia di Bernardo II di Sassonia e di Eilika di Schweinfurt, figlia a sua volta di Enrico di Schweinfurt, margravio di Nordgau della dinastia Schweinfurt, e della moglie Gerberga di Hammerstein, durante la ribellione del 1003 era custodita dal cognato, Bucco. Apparteneva dunque alla dinastia dei Billunghi. Bernardo II di Sassonia era figlio di Bernardo I di Sassonia e di Ildegarda di Stade, della dinastia degli Odoniani.

## Biografia
Gertrude Billung, attorno al 1050, andò in sposa al conte d'Olanda, Fiorenzo I (1025/30- 1061), che era il figlio secondogenito del quinto conte d'Olanda, Teodorico III e della moglie, Otelinda di Sassonia ( † 1043/44), figlia del duca di Sassonia, che era la figlia di Bernardo I 973-1011 margravio della marca del Nord e conte di Haldensleben e di Ildegarda di Stade († 1011), della dinastia degli Odoniani.
Fiorenzo era conte d'Olanda da poco tempo, in quanto era succeduto al fratello, Teodorico IV, morto nel 1049 e il capitolo n° 45 della Chronologia Johannes de Beke.
Gertrude di Sassonia viene citata come contessa d'Olanda, assieme al marito dal documento n° 88 del Oorkondenboek Holland, inerente ai suoi rapporti con la chiesa di Utrecht.
Suo marito, Fiorenzo I morì il 28 giugno 1061 mentre stava rientrando alla propria dimora dopo organizzato una spedizione contro i suoi nemici che avevano ucciso suo fratello Teodorico IV e dopo aver riportato una vittoria, colto da stanchezza, decise di riposare all'ombra di alcuni alberi, in una località detta Hamerth (oggi Nederhemert) ma mentre stava dormendo fu assalito di sorpresa dai suoi nemici, non riuscì a salire sul cavallo per fuggire e fu ucciso, e anche molti di coloro che erano con lui furono uccisi, continuando che il corpo esanime di Fiorenzo fu portato a Egmond e fu inumato nell'abbazia di Egmond.
Dopo la morte di Fiorenzo, come conte d'Olanda, gli succedette il figlio, Teodorico, ancora minorenne, sotto tutela della madre, Gertrude, che esercitò la reggenza, che dopo due anni, nel 1063, si sposò in seconde nozze con Roberto di Fiandra, che governò la contea, per conto del figliastro; Roberto di Fiandra era il figlio terzogenito di Baldovino V, conte delle Fiandre, e della sorella del re di Francia, Enrico I, Adele di Francia. Roberto era cognato di Guglielmo I d'Inghilterra, marito di sua sorella, Matilde.
Il vescovo di Utrecht, Guglielmo I di Utrecht, data la minore età del conte, chiese al Rex Romanorum ed imperatore, Enrico IV, l'autorità sulla contea d'Olanda, ed ottenne l'aiuto del Duca della Bassa Lorena, Goffredo il Gobbo, per scacciare Teodorico V e la madre dall'Olanda. Gertrude e il figlio si ritirarono nelle isole della Frisia e poi, dal 1071 nelle Fiandre, per cui Roberto di Fiandra governò solo la Frisia e, per questo, da Orderico Vitale, venne denominato Roberto il Frisone.
Nel 1071, venne sconfitto definitivamente da Goffredo il Gobbo.
In quello stesso anno, suo marito Roberto divenne conte di Fiandra: Roberto aveva contestato il conte che era suo nipote, Arnolfo III, e si affrontarono in una battaglia, definita guerra civile, avvenuta a Cassel, e conclusa con la morte di Arnolfo III e la cacciata dalla contea della madre, Richilde di Egisheim e del fratello minore, Baldovino II di Hainaut; Roberto, dopo aver ottenuto la vittoria, ebbe tutte le Fiandre e Gertrude, divenuta contessa consorte di Fiandra, non fu più reggente per conto del figlio, Teodorico V, ormai maggiorenne.
Il re di Francia, Filippo I, riconobbe suo marito Roberto conte di Fiandra in cambio della città di Corbie e dal matrimonio, del 1072, di Filippo I con sua figlia, Berta d'Olanda, figliastra di Roberto.
Gertrude viene citata come moglie di Roberto delle Fiandre, quando, nel Cartulaire de l'Abbaye de Saint-Bertin, si parla del matrimonio loro figlia primogenita.
Tra il 1086 ed il 1090, il marito Roberto fece un pellegrinaggio a Gerusalemme, e suo figlio, Roberto, fu tra i partecipanti alla prima crociata.
Gertrude, nel 1093, rimase nuovamente vedova; infatti Roberto morì nel 1093 e gli succedette il figlio, Roberto.
Gertrude continuò a vivere nelle Fiandre e morì il 4 agosto 1113.

## I matrimoni e i figli
Dalle nozze di Gertrude con Fiorenzo nacquero sei (o sette) figli:
- Alberto[31] (1051 circa), canonico a Liegi, di cui non si hanno notizie da fonti primarie
- Teodorico[6] (1050/55-17 giugno 1091), conte d'Olanda[12]
- Pietro (1053 circa), canonico a Liegi[9], vol II, 2 (non consultate)[30]
- Berta[6] che andò in moglie a Filippo I di Francia[32]
- Fiorenzo[6] (1055 circa- prima del 1061), canonico a Liegi, morto prima del padre, e sepolto nell'abbazia di Egmond, presto raggiunto dal padre[30]
- Mathilda[31], molto probabilmente con questo nome la Chronologia Johannes de Beke si riferiva a Berta
- Adela (1061 circa)[33].

Dal matrimonio di Gertrude con Roberto I di Fiandre nacquero sei figli:
- Roberto[36] (1065circa-ottobre 1111), conte di Fiandra[27], partecipò alla prima crociata[25]
- Adela di Fiandra[23] (1064circa-aprile 1115), sposò Canuto IV di Danimarca e in seconde nozze Ruggero Borsa
- Gertrude[37] (fra il 1070 e il 1080-1117), sposò Teodorico II di Lorena[37]
- Filippo[1] (1067circa-1127), il cui figlio illegittimo Guglielmo di Ypres fu luogotenente di re Stefano d'Inghilterra.
- Baldovino[9][22] ( † prima del 1080)
- Ogiva (1071circa-1141), badessa di Mesen[38]

## Ascendenza
|                         |                         |                         | Genitori                              |  |  | Nonni |  |  | Bisnonni             |  |  | Trisnonni |  |
|                         |                         |                         |                                       |  |  |       |  |  | Gerberga di Gleiberg |  |  | Billung   |  |
|                         |                         |                         |                                       |  |  |       |  |  | Gerberga di Gleiberg |  |  | Billung   |  |
|                         |                         | Imma (?)                |                                       |  |  |       |  |  | Gerberga di Gleiberg |  |  |           |  |
| Bernardo I di Sassonia  |                         |                         |                                       |  |  |       |  |  | Gerberga di Gleiberg |  |  |           |  |
|                         |                         | Oda di Sassonia         | Lotario II di Stade                   |  |  |       |  |  |                      |  |  |           |  |
|                         |                         | Oda di Sassonia         | Lotario II di Stade                   |  |  |       |  |  |                      |  |  |           |  |
|                         |                         | Oda di Sassonia         | Swanhild di Sassonia                  |  |  |       |  |  |                      |  |  |           |  |
| Bernardo II di Sassonia |                         | Oda di Sassonia         |                                       |  |  |       |  |  |                      |  |  |           |  |
|                         |                         | Enrico I di Stade       | Arnolfo di Baviera                    |  |  |       |  |  |                      |  |  |           |  |
|                         |                         | Enrico I di Stade       | Arnolfo di Baviera                    |  |  |       |  |  |                      |  |  |           |  |
|                         |                         | Enrico I di Stade       | Giuditta del Friuli                   |  |  |       |  |  |                      |  |  |           |  |
| Ildegarda di Stade      |                         | Enrico I di Stade       |                                       |  |  |       |  |  |                      |  |  |           |  |
|                         |                         | Ildegarda di Reinhausen | Elli I di Reinhausen                  |  |  |       |  |  |                      |  |  |           |  |
|                         |                         | Ildegarda di Reinhausen | Elli I di Reinhausen                  |  |  |       |  |  |                      |  |  |           |  |
|                         |                         | Ildegarda di Reinhausen | …                                     |  |  |       |  |  |                      |  |  |           |  |
| Gertrude Billung        |                         | Ildegarda di Reinhausen |                                       |  |  |       |  |  |                      |  |  |           |  |
|                         | Bertoldo di Schweinfurt | …                       |                                       |  |  |       |  |  |                      |  |  |           |  |
|                         | Bertoldo di Schweinfurt | …                       |                                       |  |  |       |  |  |                      |  |  |           |  |
|                         | Bertoldo di Schweinfurt | …                       |                                       |  |  |       |  |  |                      |  |  |           |  |
| Enrico di Schweinfurt   | Bertoldo di Schweinfurt |                         |                                       |  |  |       |  |  |                      |  |  |           |  |
|                         |                         | Eilika di Walbeck       | Lotario II di Walbeck                 |  |  |       |  |  |                      |  |  |           |  |
|                         |                         | Eilika di Walbeck       | Lotario II di Walbeck                 |  |  |       |  |  |                      |  |  |           |  |
|                         |                         | Eilika di Walbeck       | Matilde di Arneburg                   |  |  |       |  |  |                      |  |  |           |  |
| Eilika di Schweinfurt   |                         | Eilika di Walbeck       |                                       |  |  |       |  |  |                      |  |  |           |  |
|                         |                         | Eriberto di Wetterau    | Odo di Wetterau                       |  |  |       |  |  |                      |  |  |           |  |
|                         |                         | Eriberto di Wetterau    | Odo di Wetterau                       |  |  |       |  |  |                      |  |  |           |  |
|                         |                         | Eriberto di Wetterau    | una figlia di Erberto I di Vermandois |  |  |       |  |  |                      |  |  |           |  |
| Gerberga di Gleiberg    |                         | Eriberto di Wetterau    |                                       |  |  |       |  |  |                      |  |  |           |  |
|                         |                         | Irmtrud di Avalgau      | Megingaudo di Gheldria                |  |  |       |  |  |                      |  |  |           |  |
|                         |                         | Irmtrud di Avalgau      | Megingaudo di Gheldria                |  |  |       |  |  |                      |  |  |           |  |
|                         |                         | Irmtrud di Avalgau      | Gerberga di Lorena                    |  |  |       |  |  |                      |  |  |           |  |
|                         |                         | Irmtrud di Avalgau      |                                       |  |  |       |  |  |                      |  |  |           |  |